# Noravank, între legendă și realitate
Noravank, între legendă și realitate este un film românesc din 2015 regizat de Florin Kevorkian, Izabela Bostan Kevorkian.